# 高千穂町立高千穂中学校
高千穂町立高千穂中学校（たかちほちょうりつ たかちほちゅうがっこう）は、宮崎県西臼杵郡高千穂町大字三田井にある公立中学校。

## 概要
歴史
1947年（昭和22年）の学制改革の際に新制中学校として創立。2022年（令和4年）に創立75周年を迎えた。
校訓
「伝統を力に」
校章
2つの勾玉の絵を背景にして、中央に「中」の文字を配している。
校歌
1954年（昭和29年）に制定。作詞は工藤正勝、作曲は森義八郎による。歌詞は3番まであり、1番と3番の歌詞中に校名の「高千穂中学」が登場。
通学区域
2025年（令和7年）4月からは高千穂町立上野中学校の統合により、「高千穂町全域」が通学区域となった。

## 沿革
- 1947年（昭和22年）
  - 4月30日 - 学制改革（六・三制の実施）により、新制中学校「高千穂町立高千穂中学校」（現校名）が設置される。初代校長に甲斐亀が就任。
  - 5月8日 - 創立。本校は高千穂町立高千穂小学校内に併置される。高千穂町立向山南小学校内に「向山分校」を設置。
    - 学級数は本校6、分校3。在籍生徒数は333名（男165・女168）。
- 1948年（昭和23年）
  - 10月10日 - 新校舎（第一期工事）が完成。　
  - 10月12日 - 高千穂小学校に併置された教場から1年生が新校舎に移転を完了。
  - 11月8日 - 高千穂町議会において、押方中学校を統合の上、「押方分校」とすることが決定。
  - 11月10日 - 押方分校編入式を挙行。51名が編入。
- 1949年（昭和24年）5月8日 - 新校舎（第二期工事）が完成。
- 1950年（昭和25年）
  - 2月 - 新校舎（第三期工事）が完了。
  - 12月 - 新校舎（第四期工事）が完了。
- 1953年（昭和28年）6月 - 運動場を拡張。
- 1954年（昭和29年）10月 - 校歌を制定。
- 1956年（昭和31年）3月 - 高千穂町大字押方芋洗学校植林地に杉4,000本　檜3,000本を植林。
- 1958年（昭和33年）10月 - 学校給食（ミルク給食）を開始。
- 1961年（昭和36年）3月 - 正門東側の原野を開墾。つつじ園を造成。
- 1962年（昭和37年）4月 - 高千穂ライオンズクラブ等の援助により、ブラスバンドが発足。運動場を拡張。
- 1963年（昭和38年）4月 - 本校に特殊学級を新設。
- 1964年（昭和39年）4月 - 特別教室一棟6教室（理科第1・2、美術、音楽、被服、技術教室）が完成。
- 1967年（昭和42年）
  - 8月 - 運動場東側岩盤切取拡張工事が完了。
  - 9月 - 国旗掲揚台が完成。
- 1968年（昭和43年）7月 - 「まごころの碑」を建立。
- 1971年（昭和46年）8月 - 第1回全国剣道大会に宮崎県代表として出場。
- 1972年（昭和47年）
  - 3月 - 完全給食を開始。
  - 4月1日 - 押方分校を統合。
- 1975年（昭和50年）12月 - プールが完成。
- 1976年（昭和51年）4月1日 - 向山分校が分離の上、「高千穂町立向山中学校」として独立。
- 1977年（昭和52年）
  - 2月 - 体育館が完成。
  - 3月 - 第7回全国中学生選抜剣道大会に出場し、準々決勝に進出。
- 1978年（昭和53年）
  - 6月 - 新校舎が完成し、移転を完了。
  - 9月 - 新給食室が完成。
  - 10月 - 運動場を整備。
- 1979年（昭和54年）
  - 3月 - 体育館ステージが完成。
  - 5月 - 校旗が寄贈される。
  - 10月 - 高千穂中学校PTAが発足。
- 1980年（昭和55年）8月 - 第10回全国中学校選抜剣道大会において男子団体が優勝。
- 1988年（昭和63年）8月 - 全国中学校選抜剣道大会（仙台市）で男子団体が優勝。
- 1995年（平成7年）8月 - 全国中学校剣道大会で女子団体が優勝。
- 1997年（平成9年）10月 - 創立50周年記念式典を挙行。
- 2000年（平成12年）1月 - キンモクセイを学校の樹に制定。学校の坂を「未来坂」と命名。
- 2008年（平成20年）4月1日 - 高千穂町立向山中学校を統合。
- 2015年（平成27年）4月1日 - 高千穂町立岩戸中学校を統合。
- 2021年（令和3年）4月1日 - 高千穂町立田原中学校を統合。
- 2025年（令和7年）4月1日 - 高千穂町立上野中学校を統合。

## 交通
- 宮崎交通バス 「高千穂神社」停留所より徒歩10分。
- 宮崎交通バス　｢高千穂中学校」停留所より徒歩1分。

## 部活動
- 剣道部 - 全国中学校剣道大会において、男子団体戦で2度優勝（1980年（昭和55年）、1988年（昭和63年））、女子団体戦で1995年（平成7年）に優勝している。

## 参考資料
- 「高千穂町史 本編」（高千穂町、1972年（昭和47年）3月30日発行）p.693～p.694（高千穂中学校・押方分校）